# Governo Stojadinović II
Il Governo Stojadinović II guidato da Milan Stojadinović resse il Regno di Jugoslavia dal 7 marzo 1936 al 21 dicembre 1938.

## Storia
Il deputato Damnjan Arnautovic, durante un discorso del primo ministro Milan Stojadinovic all'Assemblea nazionale il 7 marzo 1936, tentò di assassinarlo sparando cinque colpi di revolver, senza colpire nessuno.

## Composizione
| Carica                                                               | Titolare | Titolare                               | Titolare                                | Note                      |
| -------------------------------------------------------------------- | -------- | -------------------------------------- | --------------------------------------- | ------------------------- |
| Presidente del Consiglio dei Ministri e Ministro degli Affari Esteri |          |                                        | Milan Stojadinović                      | Unione Radicale Jugoslava |
| Ministro dell'Esercito e della Marina                                |          |                                        | Ljubomir Marić (fino al 25/8/1938)      |                           |
| Ministro dell'Esercito e della Marina                                |          | Milutin Nedić                          |                                         |                           |
| Ministro dell'Interno                                                |          |                                        | Anton Korošec                           |                           |
| Ministro della giustizia                                             |          |                                        | Dragiša Cvetković (fino al 8/08/1936)   |                           |
| Ministro della giustizia                                             |          | Nikola Subotić (fino al 4/04/1937)     |                                         |                           |
| Ministro della giustizia                                             |          | Milan Simonović                        |                                         |                           |
| Ministro dell'Istruzione                                             |          |                                        | Dobrivoje Stošović (fino al 04/10/1937) |                           |
| Ministro dell'Istruzione                                             |          | Dimitrije Magarašević                  |                                         |                           |
| Ministro delle finanze                                               |          |                                        | Dušan Letica                            |                           |
| Ministro delle Infrastrutture                                        |          |                                        | Marko Kožulj (fino al 04/10/1937)       |                           |
| Ministro delle Infrastrutture                                        |          | Dobrivoje Stošović                     |                                         |                           |
| Ministro del Commercio e dell'Industria                              |          |                                        | Milan Vrbanić (fino al 25/108/1938)     |                           |
| Ministro del Commercio e dell'Industria                              |          | Nikola Kalabin                         |                                         |                           |
| Ministro dell'agricoltura                                            |          |                                        | Svetozar Stanković                      |                           |
| Ministro delle Poste, Telegrafi e Telefoni                           |          |                                        | Branko Kaluđerčić (fino al 04/10/1937)  |                           |
| Ministro delle Poste, Telegrafi e Telefoni                           |          | Vojko Čvrkić                           |                                         |                           |
| Ministro delle foreste e delle miniere                               |          |                                        | Đura Janković (fino al 04/10/1937)      |                           |
| Ministro delle foreste e delle miniere                               |          | Bogoljub Kujundžić                     |                                         |                           |
| Ministro dei Trasporti                                               |          |                                        | Mehmed Spaho                            |                           |
| Ministro delle politiche sociali e della sanità pubblica             |          |                                        | Dragiša Cvetković                       |                           |
| Ministro dell'educazione fisica                                      |          |                                        | Josip Rogić (fino al 4/10/1937)         |                           |
| Ministro dell'educazione fisica                                      |          | Vjekoslav Miletić (fino al 25/08/1938) |                                         |                           |
| Ministro dell'educazione fisica                                      |          | Mirko Buić (fino al 19/09/1938)        |                                         |                           |
| Ministro dell'educazione fisica                                      |          | Dragiša Cvetković (fino al 10/10/1938) |                                         |                           |
| Ministro dell'educazione fisica                                      |          | Ante Masarović (fino al 8/08/1936)     |                                         |                           |
| Ministro senza portafoglio                                           |          |                                        | Šefkija Behmen (fino al 14/05/1938)     |                           |
| Ministro senza portafoglio                                           |          |                                        | Miha Krek                               |                           |
| Ministro senza portafoglio                                           |          |                                        | Vojislav Đorđević (fino al 14/05/1938)  |                           |
| Ministro senza portafoglio                                           |          |                                        | Niko Novaković (fino al 4/10/1937)      |                           |
| Ministro senza portafoglio                                           |          |                                        | Džafer Kulenović (fino al 14/05/1938)   |                           |
| Ministro senza portafoglio                                           |          |                                        | Svetislav Hođera (fino al 10/10/1938)   |                           |